# 福谷村
福谷村（ふくたにそん）はかつて岡山県吉備郡にあった村。おおむね現在の岡山市北区足守地域の東山内・西山内・川原にあたる。
現在の岡山市内（一宮地域）には同名となる大字である「北区福谷」が存在するが、これは1889年（明治22年）まで存在した旧村（津高郡福谷村）で、のち馬屋下村および一宮町ひいては岡山市の大字として推移したもので、本項目の福谷村とは無関係である。

## 概要

### 施設

#### 郵便
- 福谷郵便局

#### 行政
- 福谷コミュニティハウス

#### その他

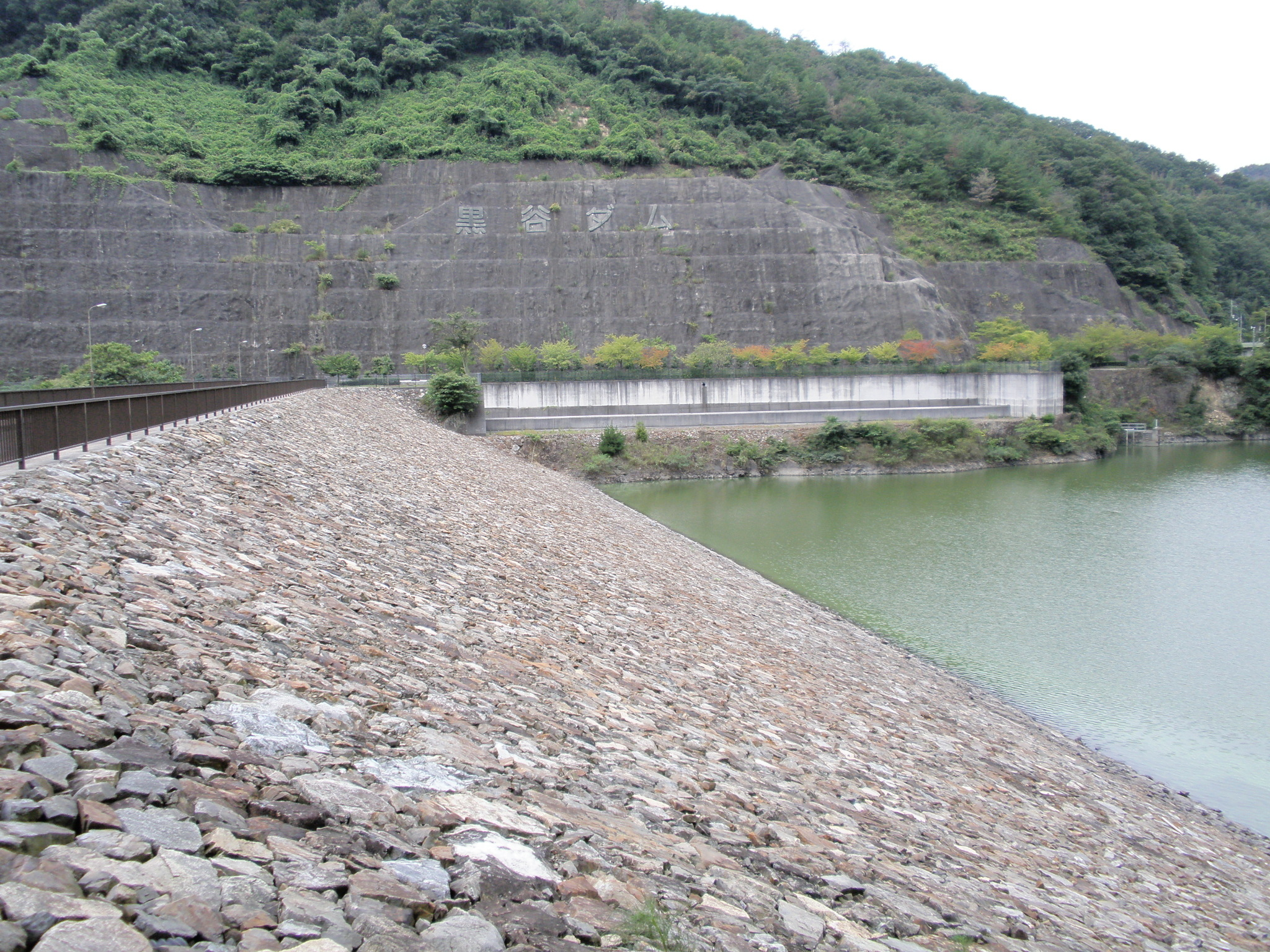
黒谷ダム

- 黒谷ダム

## 沿革
- 1889年（明治22年）6月1日 - 市町村制により発足。
- 1956年（昭和31年）3月31日 - 足守町・福谷村・大井村・日近村・岩田村が合併して足守町（新）を新設。
- 1971年（昭和46年）5月1日 - 足守町が岡山市に編入される。